# Libero Mancone
Libero Mancone, detto Maesano (Roma, 18 gennaio 1949 – Roma, 8 giugno 1991), è stato un mafioso italiano, ed esponente dell'organizzazione mafiosa romana Banda della Magliana.

## Biografia
Primo arresto nel 1970 per furto aggravato, sin da giovane Mancone era operativo all'interno del gruppo criminale di Nicolino Selis, che agiva principalmente nella zone di Ostia   a sud della capitale. Introdotto dallo stesso Selis, entrò poi a far parte del nucleo originario della nascente Banda della Magliana, con compiti di controllo dello spaccio delle sostanze stupefacenti nella zona di Acilia.
È deceduto nel 1991 in un incidente stradale con la sua moto sulla via di Acilia.

## Mancone nella cultura di massa
La figura di Libero Mancone ha ispirato il personaggio di Fierolocchio nel libro Romanzo criminale, scritto nel 2002 da Giancarlo De Cataldo e riferito alle vicende realmente avvenute della Banda della Magliana. Nell'omonimo film che ne verrà poi tratto, diretto da Michele Placido nel 2005, il personaggio di Fierolocchio fu interpretato dall'attore Giorgio Careccia, mentre nella serie televisiva, diretta da Stefano Sollima, i suoi panni furono vestiti da Mauro Meconi.